# Новознаменівка
Новознаме́нівка — село Олександрівської селищної громади Краматорського району Донецької області, Україна. Населення становить 125 осіб.